# Telegraph Road
"Telegraph Road" is een nummer van de Britse rockband Dire Straits en geschreven door Mark Knopfler. Het nummer verscheen op het in 1982 uitgekomen album Love over Gold. Het nummer duurt maar liefst 14 minuten en 20 seconden. Hoewel het nummer nooit verscheen op single, is het wel goed ontvangen en staat het sinds de editie van 2006 genoteerd in de jaarlijkse NPO Radio 2 Top 2000 van de Nederlandse publieke radiozender NPO Radio 2.
Verder verscheen het nummer nog op het livealbum Alchemy uit 1984 en op het greatest hits album Money for Nothing uit 1988. Mark Knopfler speelt het nummer nog steeds tijdens zijn solo-optredens.

## NPO Radio 2 Top 2000
| Nummer met noteringen in de NPO Radio 2 Top 2000 | '06 | '07 | '08 | '09 | '10 | '11 | '12 | '13 | '14 | '15 | '16 | '17 | '18 | '19 | '20 | '21 | '22 | '23 | '24 |
| ------------------------------------------------ | --- | --- | --- | --- | --- | --- | --- | --- | --- | --- | --- | --- | --- | --- | --- | --- | --- | --- | --- |
| Telegraph Road                                   | 329 | 85  | 371 | 81  | 73  | 97  | 73  | 52  | 52  | 43  | 53  | 53  | 40  | 40  | 42  | 36  | 30  | 27  | 23  |

1. ↑  Een vetgedrukt getal geeft de hoogste notering aan.
2. ↑  2006 was het eerste jaar met een notering voor dit nummer.

## Opbouw
Telegraph Road begint met een rustig en laag volume crescendo dat bijna twee minuten duurt, voordat het nummer echt begint. Na het eerste couplet, begint het hoofdthema gevolgd door een tweede couplet. Na een gitaarsolo, brengt een korte overbrugging het tempo omlaag naar een keyboard solo die lijkt op de introductie, gevolgd door een rustige gitaarsolo. Het hoofdthema wordt nog een keer gespeeld wat overgaat in een snelle gitaarsolo van ongeveer vijf minuten die uiteindelijk vervaagt naar stilte.
Mark Knopfler · John Illsley
Guy Fletcher · Alan Clark · David Knopfler · Pick Withers · Hal Lindes · Terry Williams · Jack Sonni